# Carl Lange (médecin)
Pour les articles homonymes, voir Carl Lange.
Carl Georg Lange (4 décembre 1834 - 29 mai 1900) est un médecin et professeur d'anatomo-pathologie danois. Il est un des pères fondateurs de la neurologie, psychophysiologie et de l'utilisation thérapeutique du lithium.

## Biographie
Carl Georg Lange est né le 4 décembre 1834 à Vordingborg, dans le milieu scientifique et artistique danois. Son père, Frederik Lange (1798-1862), est théologien et professeur d'éducation à l'Université de Copenhague. Sa mère, Louise (1803-1862), est la fille de Jens Paludan-Müller (1771-1845), un évêque réputé, la sœur du célèbre poète Frederik Paludan-Müller (1809-1882) et du professeur d'histoire Caspar Paludan-Müller (1805-1882). Le frère de Carl, Julius Lange (1838-1896) deviendra un éminent psychiatre.
Selon Georg Brandes, un célèbre critique littéraire danois proche des frères Lange, Carl se distingue dès l'adolescence par son intelligence et son érudition pour les sciences naturelles, la littérature et les langues étrangères.
En 1853, il sort diplômé de la Copenhague Metropolitan School, continue ses études en médecine jusqu'en 1859, à l'Université de Copenhague. Puis pendant cinq ans il est interne au Royal Federiks Hospital à Copenhague. Entre 1863 et 1866, il est officier d'état civil à son hôpital avant de devenir médecin assistant l'année suivante à l'hôpital Almindelig aussi à Copenhague. Pendant cette période, Lange publie plusieurs travaux en histoire de la médecine, épidémiologie, nosographie et santé publique. Il publia notamment la description de la peste noire au XIVe siècle, la symptomatologie et l'incidence du rhumatisme articulaire aigu en se basant sur 1900 cas, et l'incidence de la tuberculose au Groenland, où il a été envoyé en 1863.
En 1866, il est le premier à décrire la paralysie bulbaire aiguë. La même année, il devient le co-éditeur du Hospitals-Tidende, un bulletin hebdomadaire médical. En 1867-68, il étudie l'histologie à Zurich avec Karl Joseph Eberth et H. Freyin et la neurophysiologie avec Moritz Schiff à Florence.
De 1868 à 1876, il est le City and District Medical Officer à Copenhague, et pendant quelques années, prosecteur au Royal Frederiks Hospital,. Il occupe ensuite le poste d'éditeur en chef à Hospitals-Tidende en 1878.
En 1884, il élabore, à la même époque que William James, sa version de la théorie de l'émotion : Théorie James-Lange. Pour eux, l'émotion traduit une réponse aux modifications physiologiques. Citation : « Nous nous sentons tristes parce que nous pleurons, en colère parce que nous frappons quelqu'un et effrayés parce que nous tremblons. »
En 1896, il fonde le Danish Biological Society, segment de la Medical Society of Copenhague, dont il était président entre 1890 et 1892.
Il décède d'une crise cardiaque le 4 mai 1900.

## Publications
- On Emotions: A Psycho-Physiological Study, 1885, Les émotions : étude psychophysiologique, traduit d'après l'édition allemande de Hans Kurella par Georges Dumas, Paris, Félix Alcan, coll. «Bibliothèque de philosophie contemporaine», 1895
- On Periodical Depressions and their Pathogenesis, 1886